# Dopatrium junceum
Dopatrium junceum là một loài thực vật có hoa trong họ Mã đề. Loài này được (Roxb.) Buch.-Ham. ex Benth. mô tả khoa học đầu tiên năm 1835.